# 六君子湯

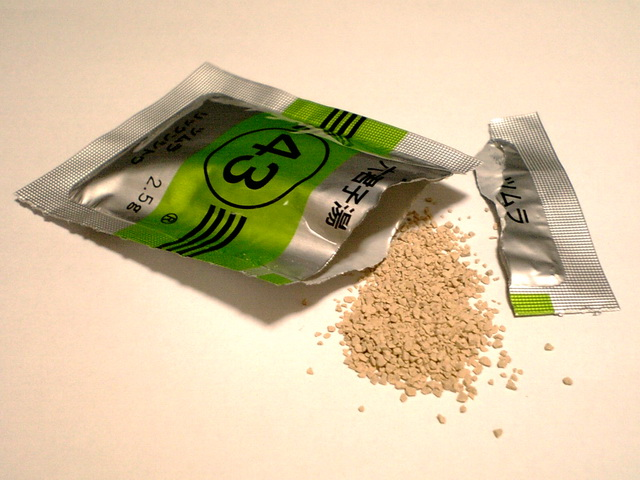
ツムラ六君子湯エキス顆粒（医療用）

六君子湯（りっくんしとう）とは、漢方方剤の一種。出典は明代の医書『万病回春』。

## 概要
補気剤の一種。

## 効能・効果

### 適応
虚弱な人の消化不良、食欲不振、嘔吐などに用いる。

#### 保険適用エキス剤の適応
胃炎、胃アトニー、胃下垂、胃もたれ、消化不良、食欲不振、胃痛、嘔吐

### 臨床試験
六君子湯は、上部消化管機能異常に起因すると考えられる食欲不振、胃部不快感、胃もたれなどの運動不全型の上腹部不定愁訴患者235 例（六君子湯エキス顆粒群118 例、低用量(40倍希釈)群117 例）による多施設共同の二重盲検ランダム化比較試験において、低用量群に比較して運動不全型の上腹部愁訴（dysmotility-like dyspepsia）が有意に改善した。

## 組成
白朮（びゃくじゅつ）、茯苓（ぶくりょう）、人参（にんじん）、半夏（はんげ）、陳皮（ちんぴ）、大棗（たいそう）、生姜（しょうきょう）、甘草（かんぞう）

### 方解
- 四君子湯（白朮[4]・茯苓・人参・大棗・生姜・甘草）と、二陳湯（半夏・陳皮・茯苓・生姜・甘草）の合方
- 両処方の君薬（主薬）である白朮[4]・茯苓・人参・甘草及び陳皮・半夏の6生薬から六君子湯と名付けられた。

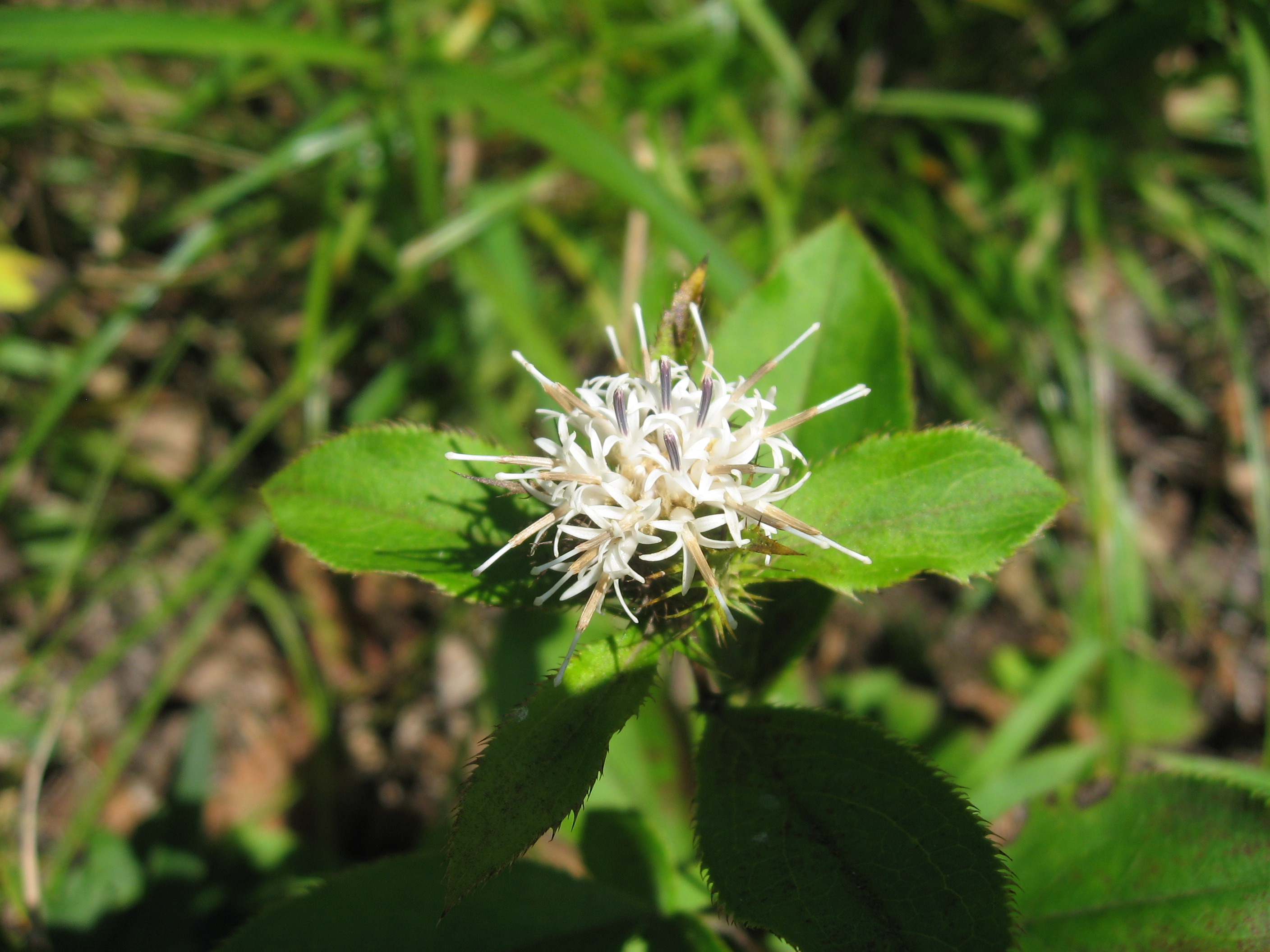
白朮
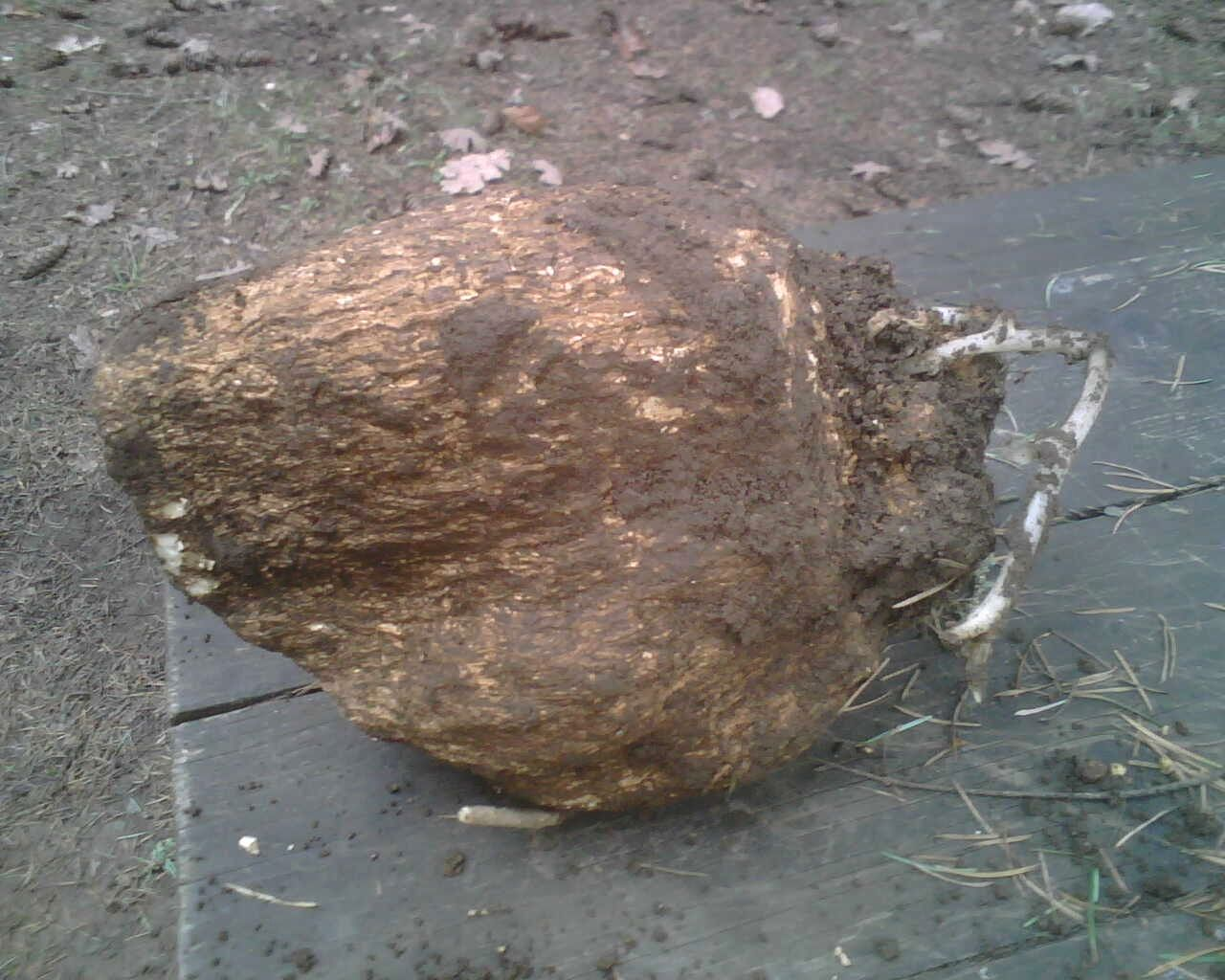
茯苓
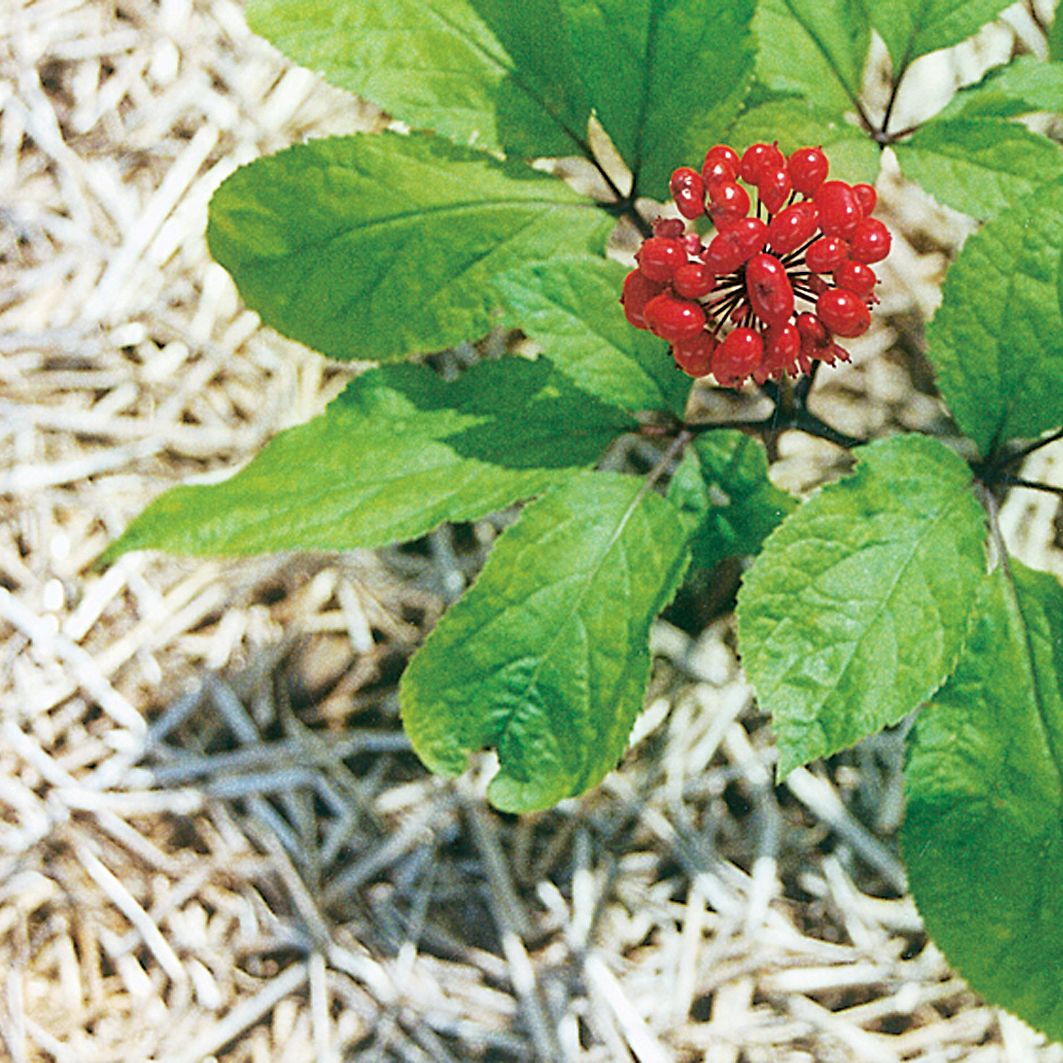
人参
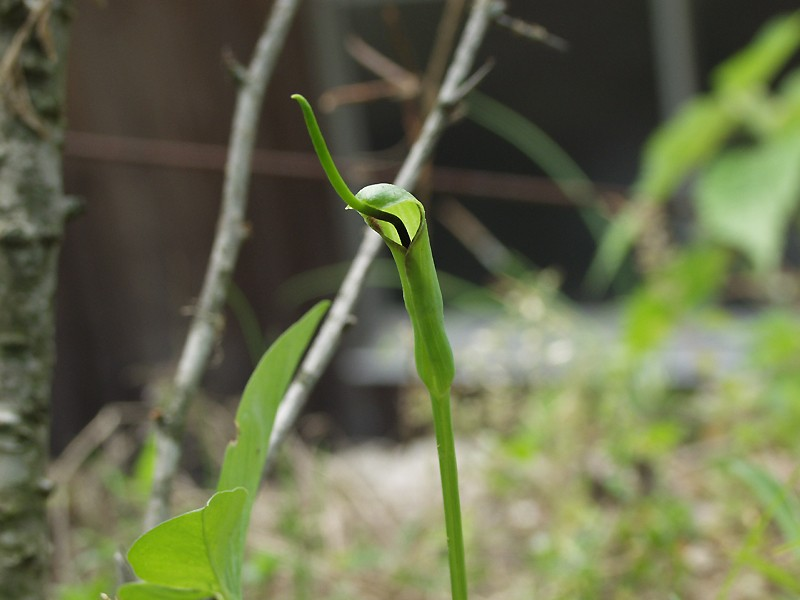
半夏
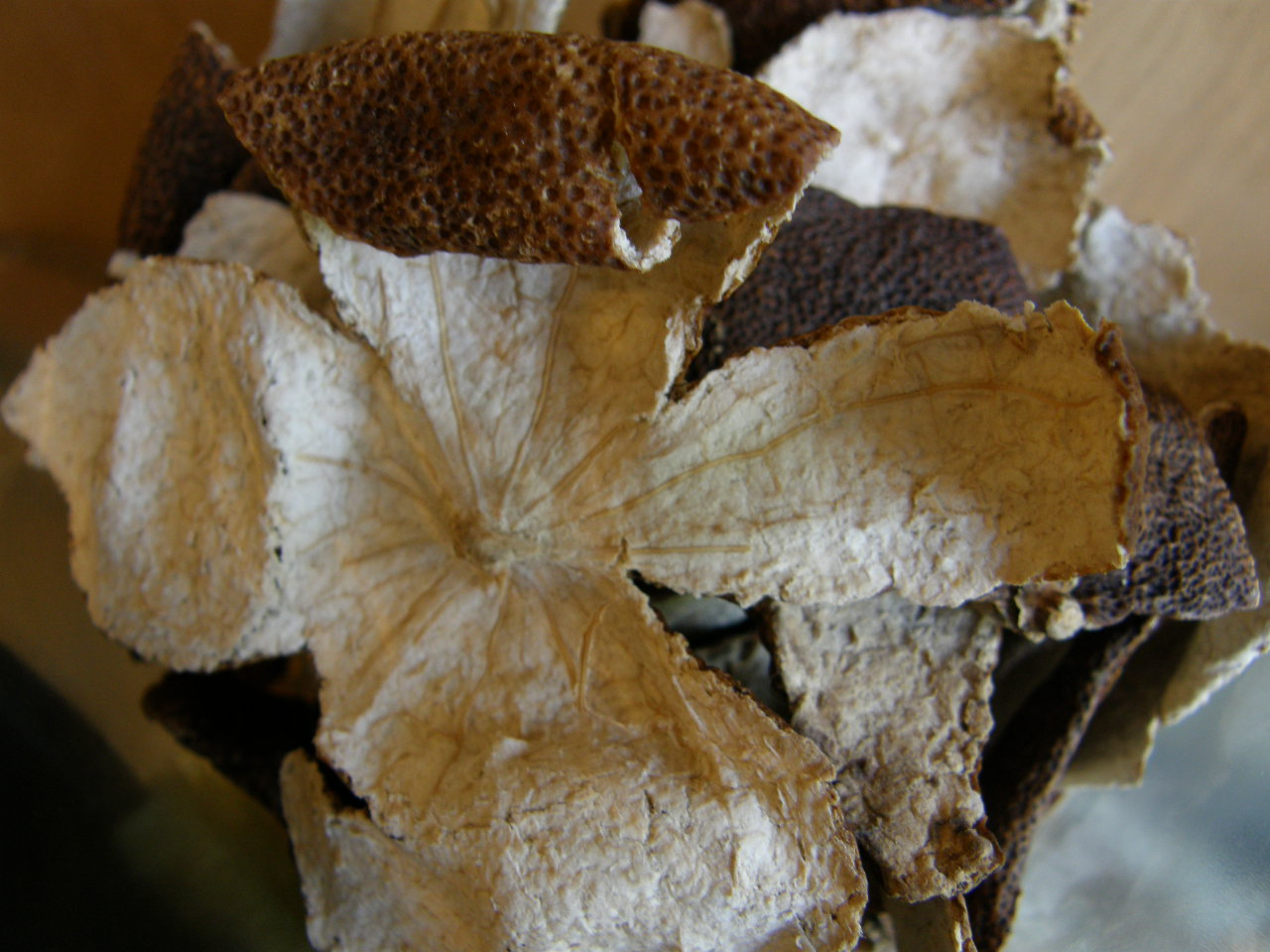
陳皮
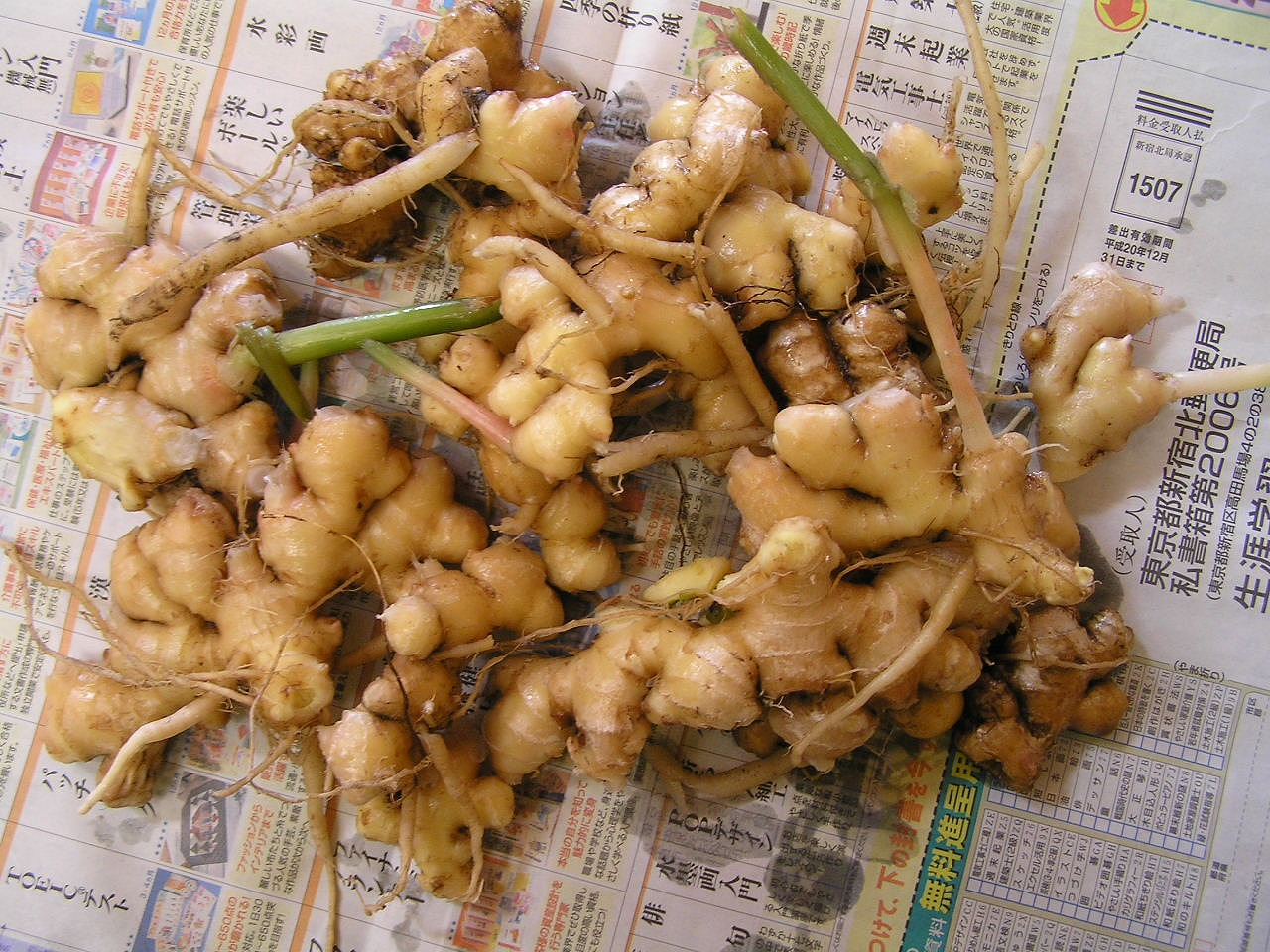
生姜
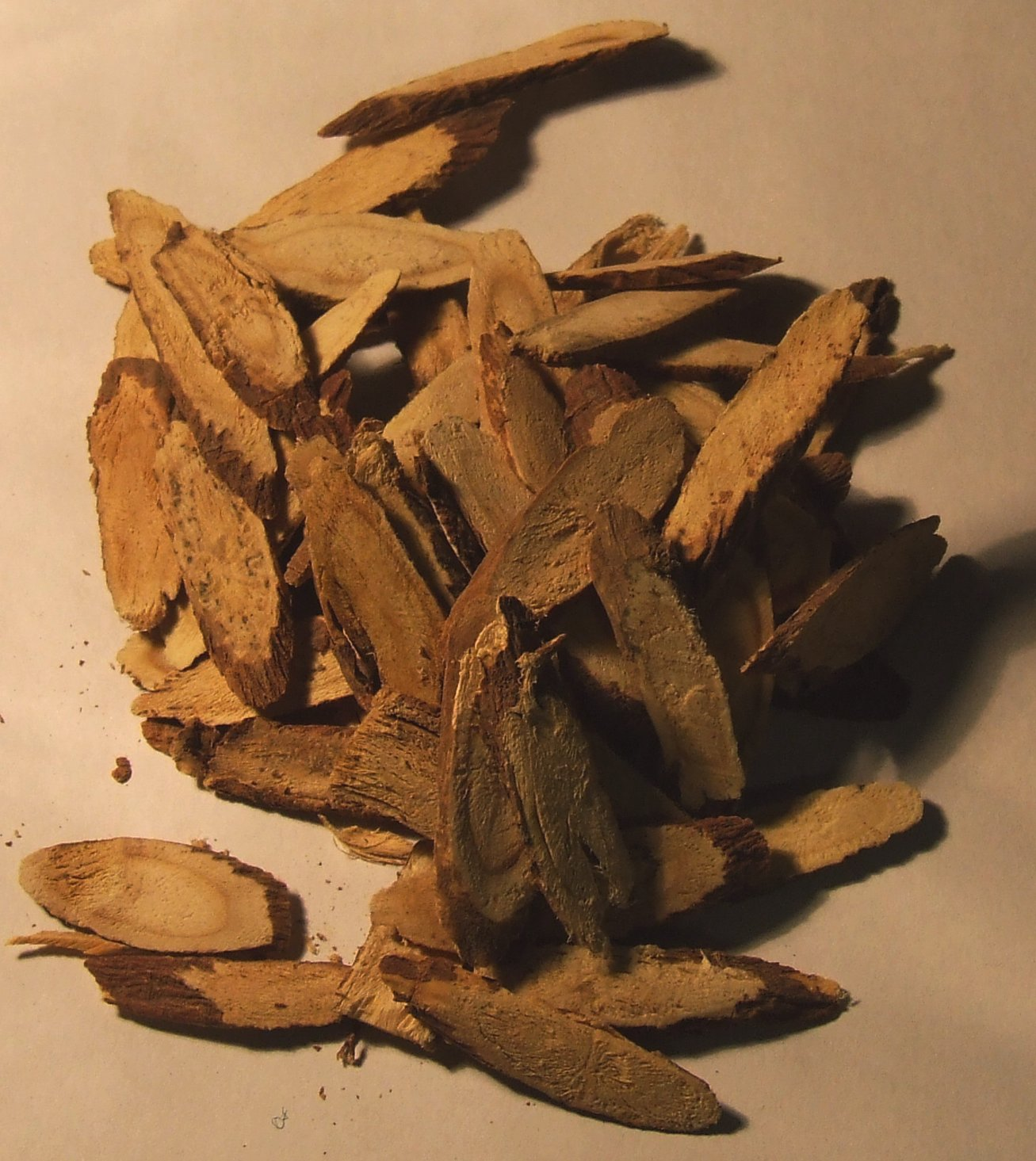
甘草

## 相互作用

### 併用注意
次の薬剤との併用により、偽アルドステロン症、ミオパシーが出現しやすくなる。
1. 甘草含有製剤
2. グリチルリチン酸及びその塩類を含有する製剤

## 副作用
次の副作用がある。

### 重大な副作用
偽アルドステロン症、ミオパシー、肝機能障害、黄疸

### その他
発疹、蕁麻疹、悪心、腹部膨満感、下痢など。

## 注意事項
高齢者は生理機能の低下、妊産婦、小児は安全性未確立のため、注意が必要である。

## 市販薬
小林製薬の市販薬「ギャクリア」はこの処方で作られている市販薬である。

## 関連処方
- 四君子湯 (zh:四君子湯)
- 二陳湯